# Holland, Michigan
Holland är en stad i delstaten Michigan i USA. Staden har en yta på 44,5 km² och 35 048 invånare (enligt folkräkningen år 2000). Holland ligger på gränsen mellan Ottawa County och Allegan County.
Holland grundades 1849 av nederländska kalvinister under ledning av Albertus van Raalte. Många av stadens invånare har nederländska anor och många är mycket konservativa (även enligt amerikansk standard) och håller sig fortfarande till den trosinriktning som grundarna förde med sig. 